# Clofazimina
Clofazimina é um fármaco utilizado no tratamento da Hanseníase. É bactericida do Mycobacterium leprae.

## História
Foi sintetizada em 1954, por Barry e cols., na cidade de Dublin, inicialmente como corante, passou a ser usada contra a hanseníase desde 1963, em associação com outros fármacos.

## Mecanismo de ação
Tem seu efeito bactericida devido à ligação com a guanina no DNA bacteriano com consequente comprometimento do template de síntese de proteínas. Além disso, aumenta a fosfolipase bacteriana causando importante acúmulo lipídico tóxico.
Exibe também atividade anti-inflamatória clinicamente importante no controle do eritema nodoso da hanseníase. No entanto, este mecanismo de ação exato é desconhecido.

## Indicações
- Hanseníase (Mycobacterium leprae), na forma multibacilar (associação de rifampicina, dapsona e clofazimina);
- Infecções micobacterianas atípicas (Micobacterium avium-intracellulare).[3]

É indicada como anti-hansênico de segunda escolha, em casos de hanseníase dapsona-resistente, utilizada em associação com outros antimicobacterianos.

## Nomes comerciais
- Lampren®